# 레고 미니피겨

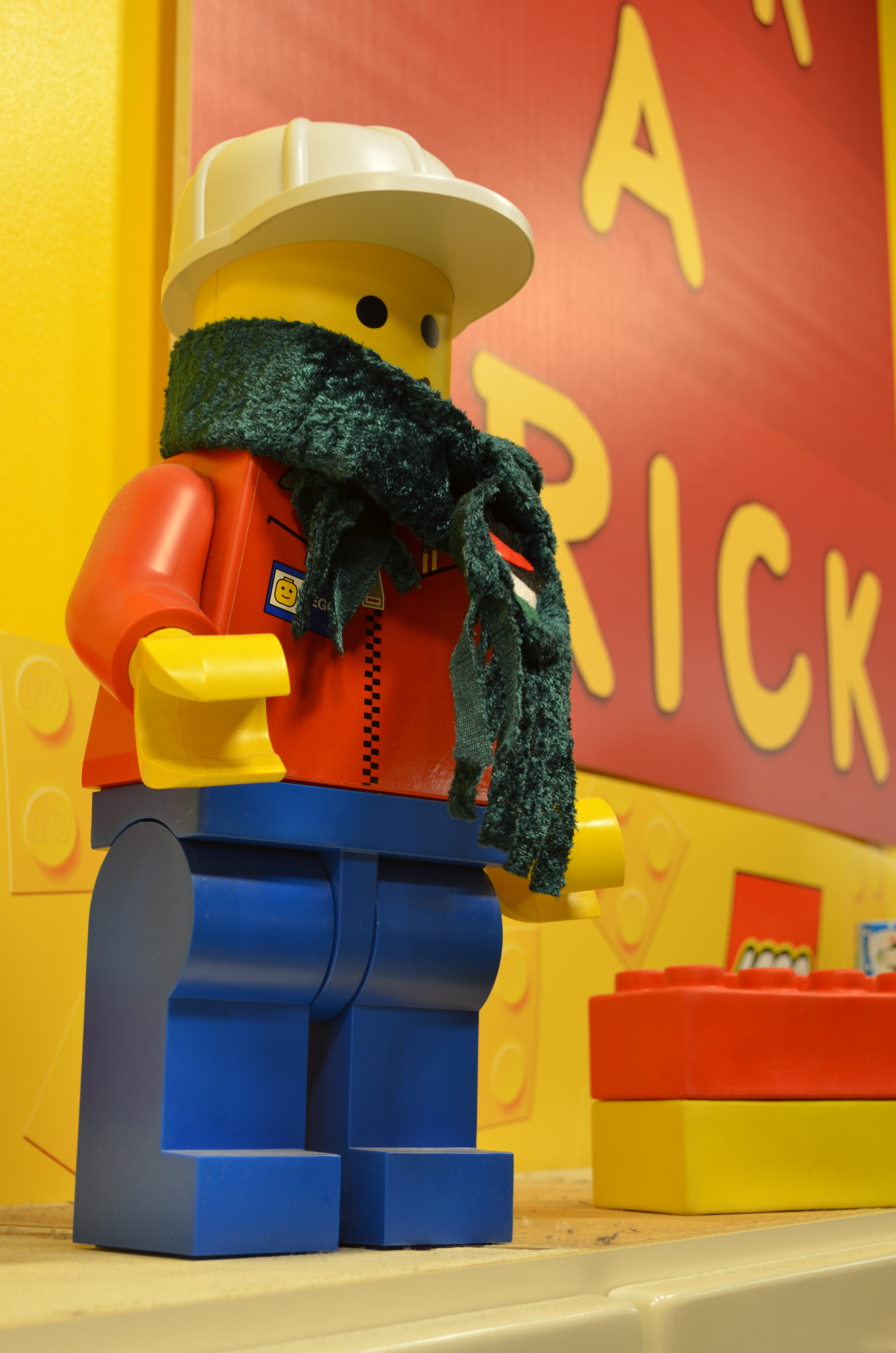

레고 미니피겨(Lego minifigure) 또는 미니피그(minifig)는 덴마크의 장난감 제조업체 레고 그룹이 생산한 소형 플라스틱 인조 조각상이다. 1978년 처음 생산된 이후로 성공을 거두고 있으며 2020년 기준으로 전 세계적으로 40억 개 이상 생산되었다. 미니피겨는 보통 레고 세트 안에서 볼 수 있으나 보이지 않는 가방의 소장품으로서 판매되거나 레고 스토어에서 커스텀으로 제조된다.
유사한 피겨들은 한국 기업 옥스퍼드(해즈브로의 자회사)의 크레노스, 캐나다 기업 메가 블록스나 블록 테크의 피겨 등 다른 기업들이 생산한다.